# Soutice (zámek)
Zámek v Souticích na Benešovsku byl vystavěn ve 2. polovině 17. století na místě starší tvrze. Je chráněn jako kulturní památka, a zároveň zařazen na seznam ohrožených památek. Je v soukromém vlastnictví a prochází rekonstrukcí. Veřejnosti je přístupný pouze příležitostně.

## Historie
Soutické panství koupil v roce 1694 od Obyteckých z Obytec svobodný pán Ferdinand Antonín Mladota ze Solopisk. Věnoval se alchymii a v roce 1724 koupil na pražském Karlově náměstí dům, dnes známý jako Faustův dům. Po jeho smrti připadl majetek jeho synovi Františku Michalovi, který však vstoupil do jezuitského řádu. Celý majetek tak získal řád, který ho prodal Františkově matce Marii Magdaléně a sestrám. Soutice připadly jedné ze sester Marii Anně, kvůli dluhům však skončily v dražbě, po které přešly do majetku druhé ze sester Zuzany Františky a jejího manžela ze severoitalského rodu Josefa Františka Puteaniho. Jejich syn, František Antonín baron Puteani, založil roku 1780 v zámku školu pro výcvik hospodářských úředníků.
V roce 1895 zámek výrazně poničil velký požár, jemuž kromě budovy padlo za oběť mnoho starožitných předmětů a cenný archiv. Zámek se sice dočkal obnovy, ale byl přitom snížen o jedno patro.
Poslední větší oprava proběhla na začátku 20. století. Za komunistického režimu v něm byl umístěn archiv, později sloužil jako škola. Po roce 1989 byl vrácen v restituci dědicům posledního majitele, kteří jej prodali novému vlastníkovi Janu Davidovi Horskymu z Rakouska. Ten nechal opravit vstupní bránu. V roce 2012 zdědil zámek jeho syn Jan Horsky, který pokračuje v rekonstrukci.